# Grüninger Ried
Das Grüninger Ried ist ein kleines Naturschutzgebiet zwischen dem Donaueschinger Ortsteil Grüningen und Brigachtal-Klengen in Baden-Württemberg. Das Niedermoor gilt als „vielfältiges, strukturreiches Mosaik aus unterschiedlichen Feuchtwiesentypen, Brachen, Großseggenrieden und Röhrichten“ und beheimatet eine Vielzahl geschützter Pflanzen und Tiere.

## Geographie
Das Naturschutzgebiet liegt im Naturraum der Baar. Es erstreckt sich im unteren Brigachtal über 10,8 ha Fläche in Nord-Süd-Richtung auf den Gemarkungen Klengen der Gemeinde Brigachtal und Grüningen der Stadt Donaueschingen. Es beginnt im Norden ungefähr gegenüber dem Klengener Weiler Beckhofen mit einem halbhektargroßen See und endet im Süden wenig vor dem Ortsrand von Grüningen.
Im Westen wird das Naturschutzgebiet vom Bahndamm der Schwarzwaldbahn von den Uferwiesen der Brigach abgegrenzt; zu diesem episodisch überfluteten Auenteil und zum Lauf der Brigach gibt es drei Durchlässe von denen der nördlichste ganzjährig oberflächlichen Abfluss zeigt. Im Osten reicht das Gebiet bis zu einer Geländekante, über welcher der angrenzende untere linke Hangfuß des Brigachtals ackerbaulich genutzt wird.

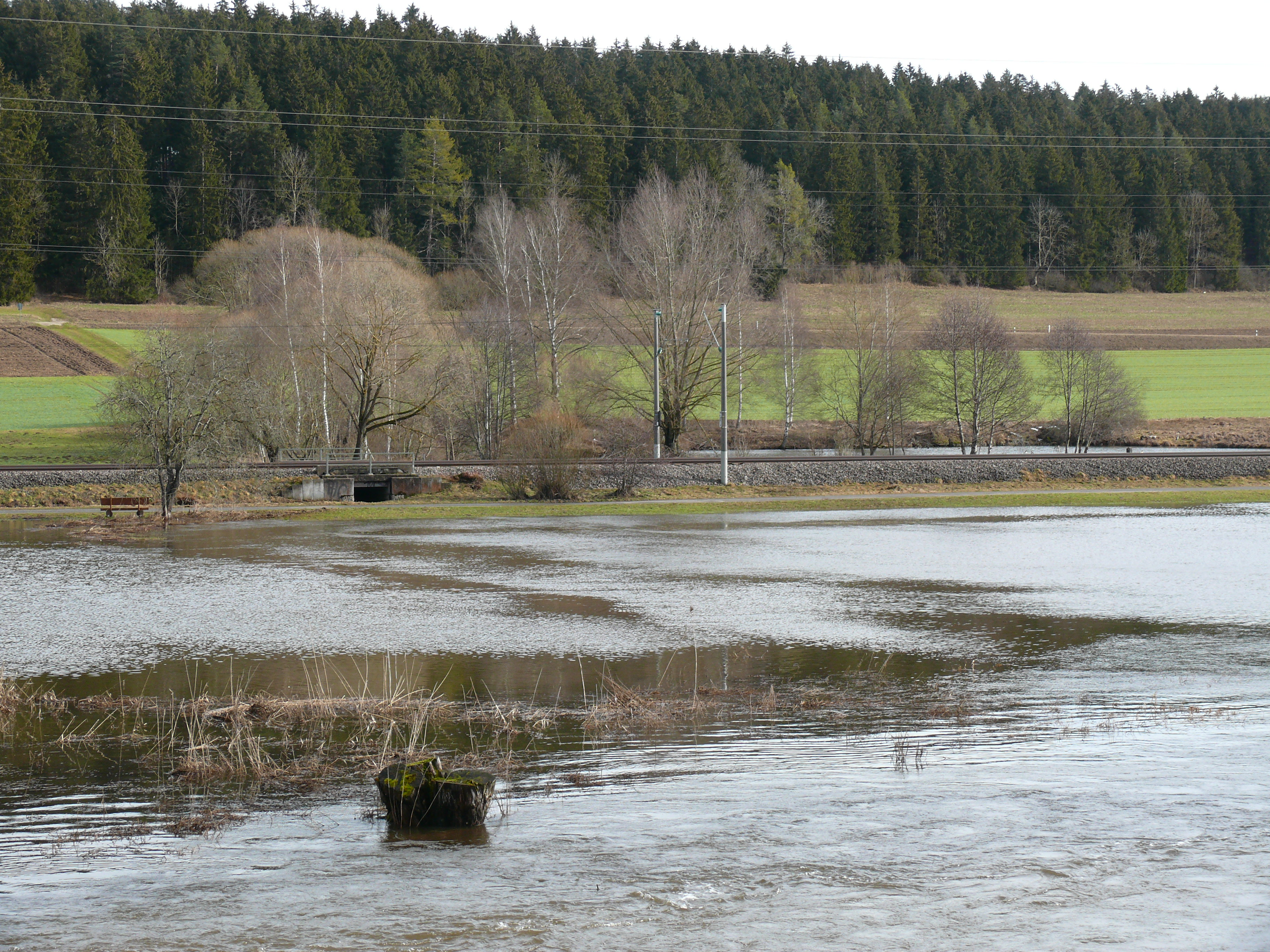
Brigachaue mit Durchlass im Bahndamm bei Hochwasser.